# Girella
Ne doit pas être confondu avec Girelle.
Genre
Girella est un genre de poissons de la famille des Kyphosidae principalement originaire de l’océan Pacifique et que l'on retrouve en plus petite proportion dans les océans Indien et Atlantique.

## Liste des espèces
- Girella albostriata Steindachner, 1898
- Girella cyanea Macleay, 1881
- Girella elevata Macleay, 1881
- Girella feliciana Clark, 1938
- Girella fimbriata (McCulloch, 1920)
- Girella freminvillii (Valenciennes, 1846)
- Girella laevifrons (Tschudi, 1846)
- Girella leonina (Richardson, 1846)
- Girella mezina Jordan et Starks, 1907
- Girella nebulosa Kendall et Radcliffe, 1912
- Girella nigricans (Ayres, 1860) - calicagère bleue
- Girella punctata Gray, 1835
- Girella simplicidens Osburn et Nichols, 1916
- Girella stuebeli Troschel, 1866
- Girella tephraeops (Richardson, 1846)
- Girella tricuspidata (Quoy et Gaimard, 1824)
- Girella zebra (Richardson, 1846)
- Girella zonata Günther, 1859